# Besna Kobila
La Besna Kobila (en serbe cyrillique : Бесна Кобила) est une montagne du sud-est de la Serbie. Elle culmine au pic éponyme de Besna Kobila, qui s'élève à 1 923 m, et fait partie des Rhodopes serbes, un prolongement occidental des Rhodopes.

## Géographie
La Besna Kobila est située entre Vranje et Bosilegrad.

## Géologie
La montagne est constituée de granite, avec quelques gisements de plomb.